# Bach-Nelkenwurz
Die Bach-Nelkenwurz (Geum rivale) ist eine Pflanzenart aus der Gattung der Nelkenwurzen (Geum) in der Familie der Rosengewächse (Rosaceae). Das Artepitheton rivale bedeutet „am Bach wachsend“.

## Beschreibung

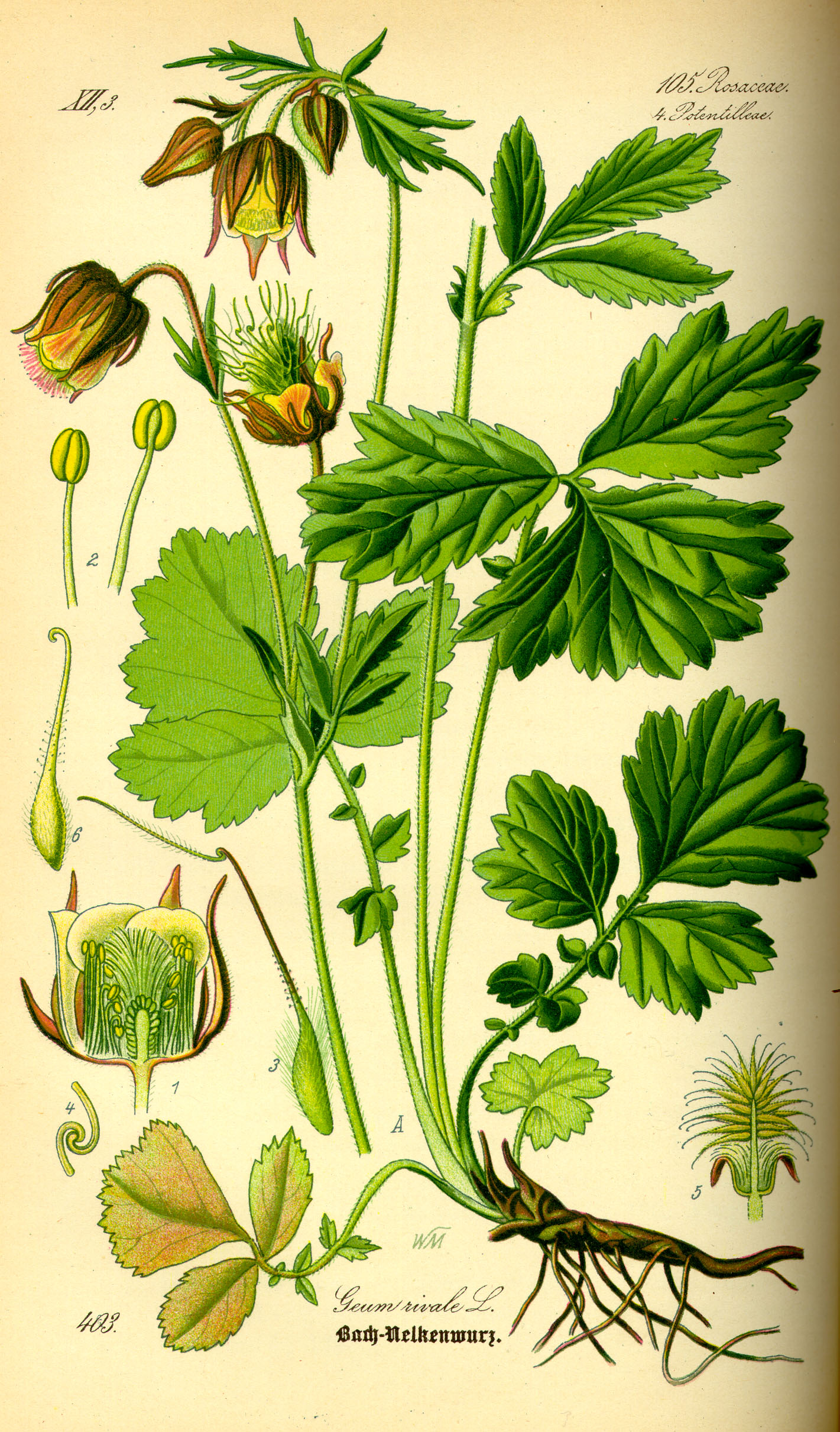
Illustration

### Vegetative Merkmale
Die Bach-Nelkenwurz wächst als überwinternd grüne, ausdauernde krautige Pflanze und erreicht Wuchshöhen von (10 bis) 20 bis 60 (bis 70) Zentimeter. Es wird ein waagerechtes, monopodial verzweigtes Rhizom gebildet. Das Rhizom wird 10 bis 15 Zentimeter lang und 6 bis 8 Millimeter dick. Der aufrechte oder aufsteigende, locker verzweigte Stängel ist etwas rötlich sowie nach oben hin zunehmend drüsig behaart und trägt mehrere Blüten. Die Grundblätter sind lang gestielt, unterbrochen leierförmig gefiedert, mit 3 bis 11 Fiederblättchen und großem Endblättchen. Sie sind striegelhaarig und drüsig behaart. Die oberen Blätter sind einfach oder gelappt, wobei die Lappen grob gezähnt sind. Die Nebenblätter sind bei den Grundblättern ihrer ganzen Länge nach mit dem Blattstiel zu einem schmalen Flügelsaum verwachsen.

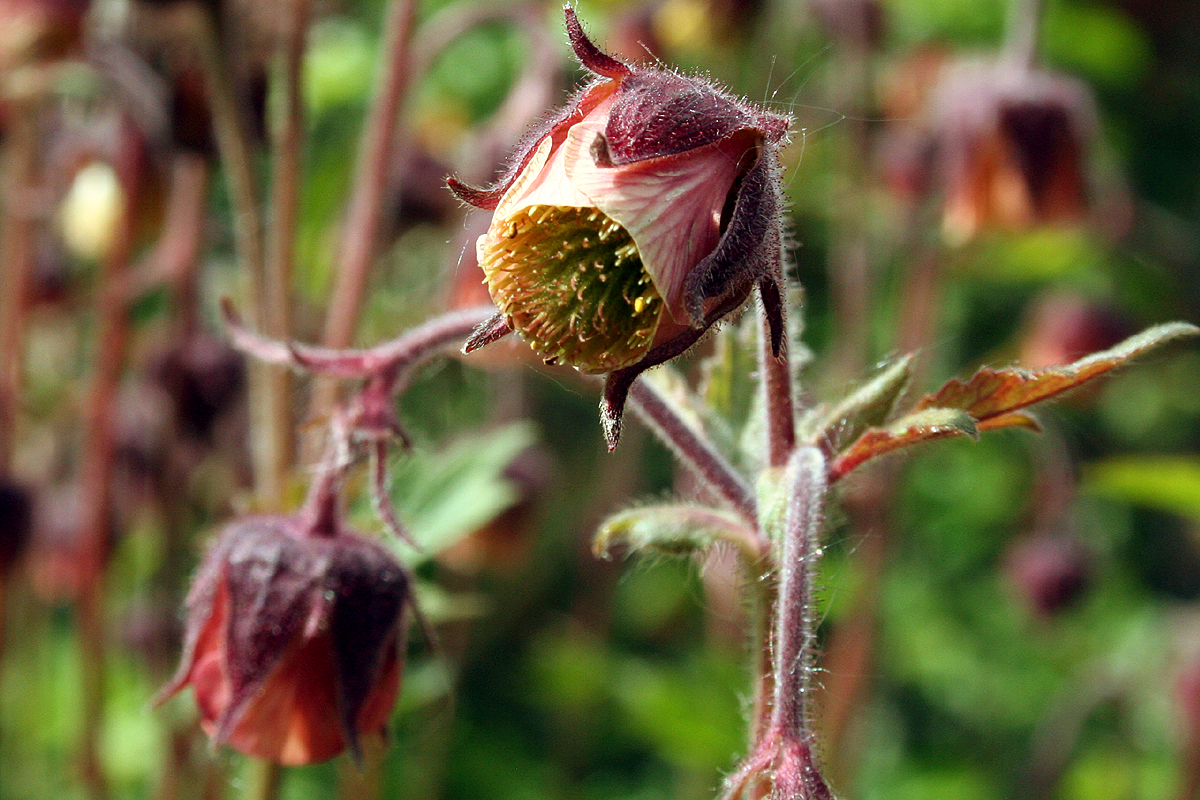
Nickende Blüte der Bach-Nelkenwurz

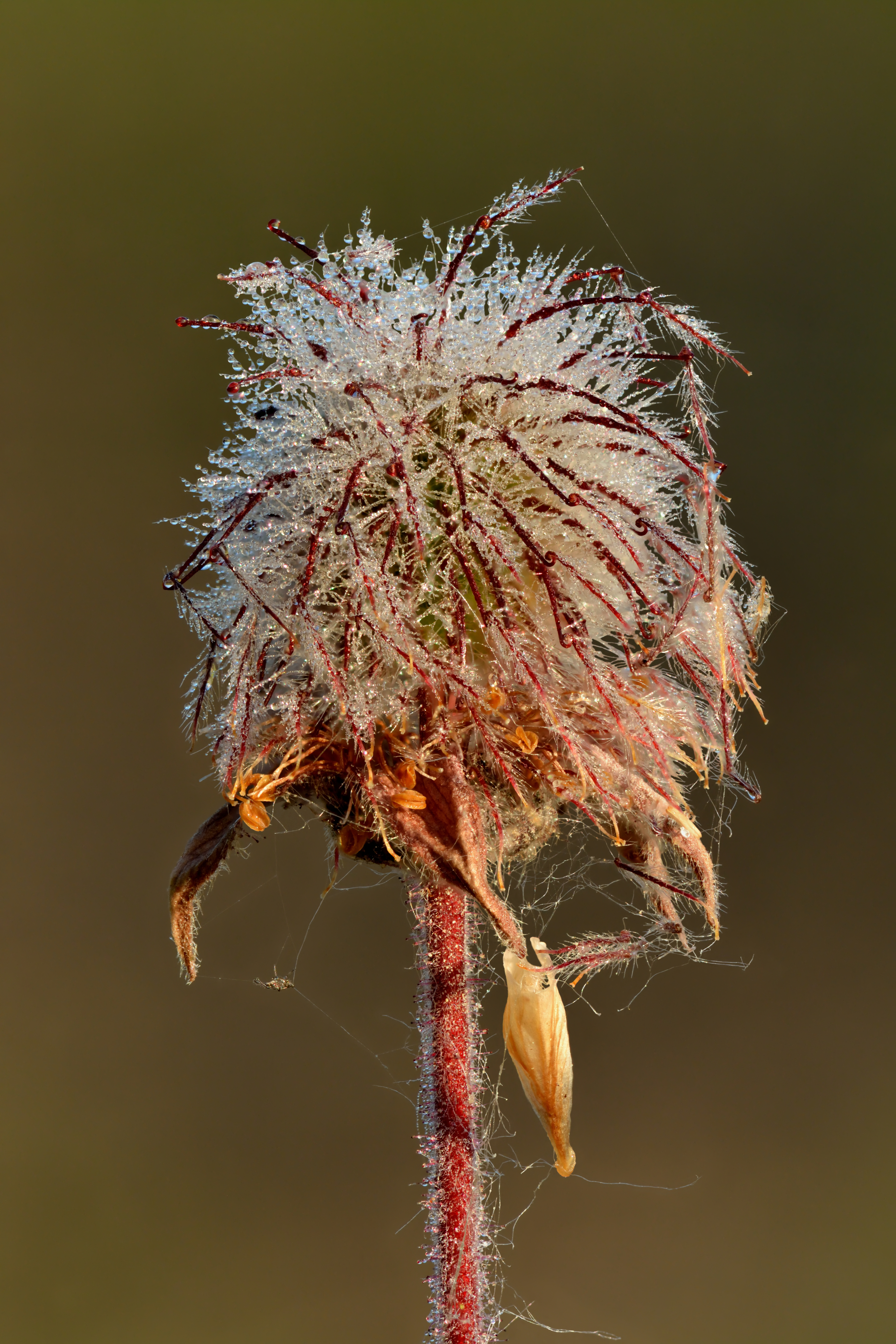
Blüte mit bereits weit hervorgetretenen jungen Nussfrüchtchen

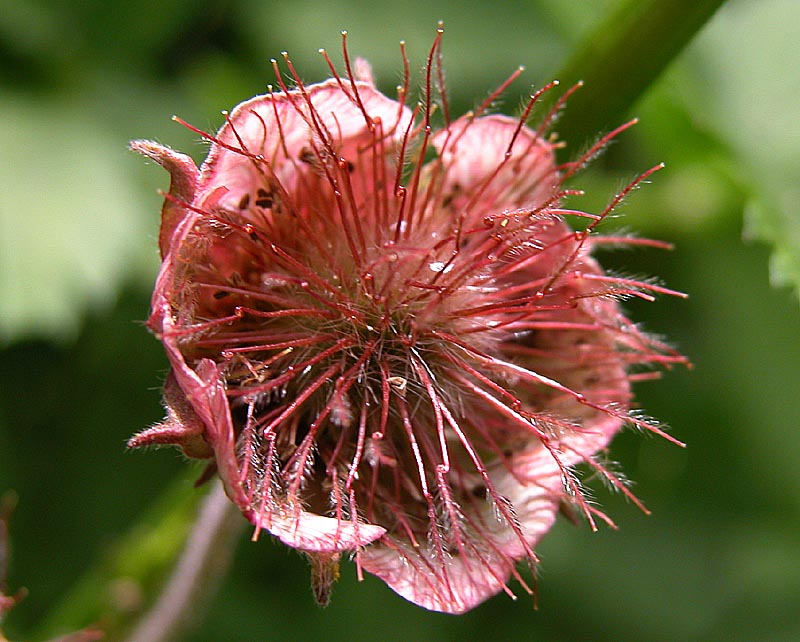
Aufrecht stehende weit geöffnete Blüte nach der Befruchtung

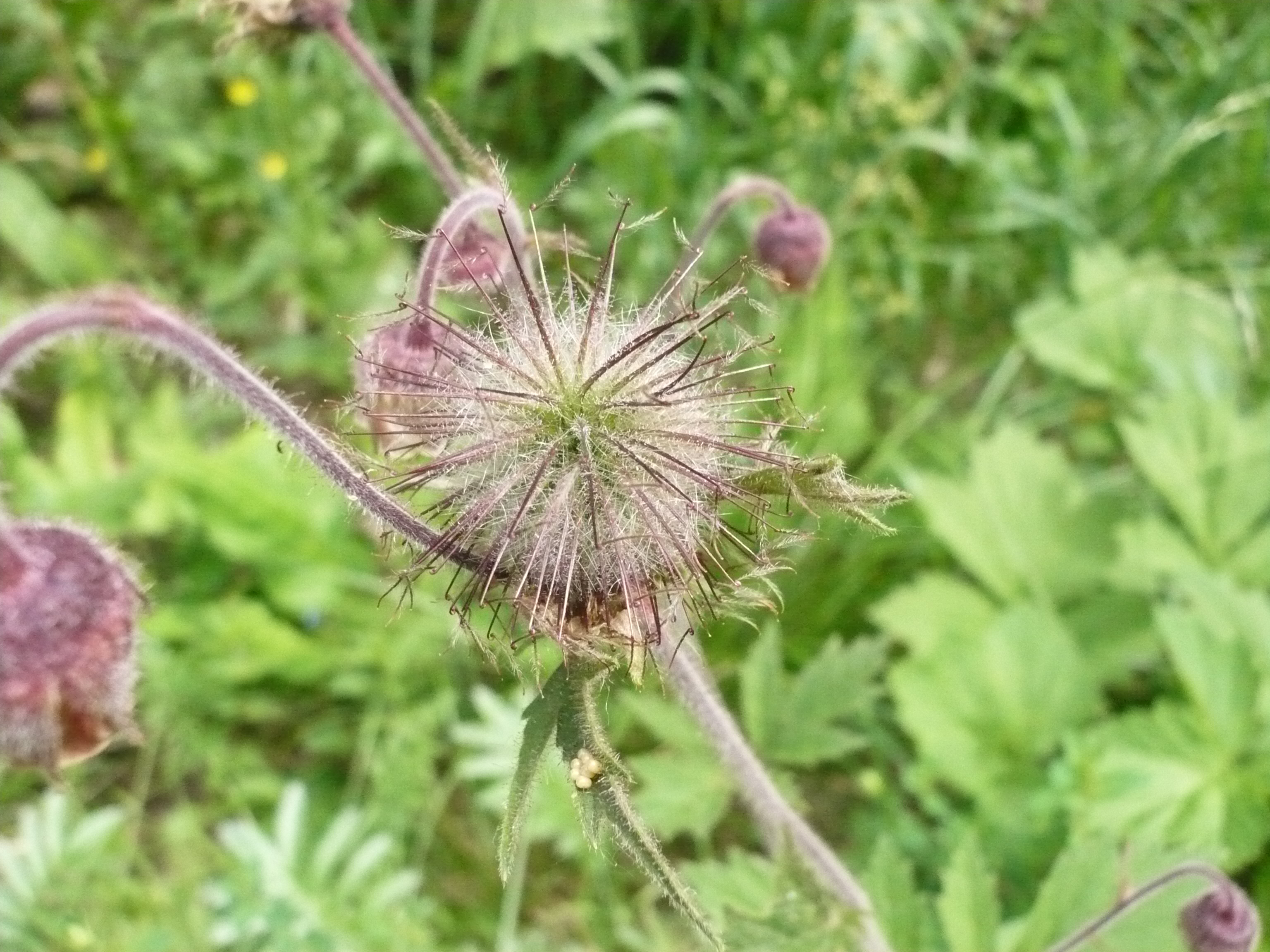
Sammelfrucht aus vielen Klettfrüchten

### Generative Merkmale
Die Blütezeit reicht von April bis Juli. Neben zwittrigen Blüten gibt es rein männliche Blüten oder rein männliche Exemplare; die Bach-Nelkenwurz ist damit andromonözisch und androdiözisch. Es gibt einen braun-roten Außenkelch. Die nickenden Blüten sind fünfzählig. Sie besitzen etwa gleich lange Blütenhüllblätter: außen rötliche (purpur-braune) Kelchblätter und selten 8 bis meist 10 bis 15 mm langen Kronblätter, die innen gelb sowie am Rand rötlich sind. Die zwittrige und männliche Blüte besitzen mehr als zehn (viele) Staubblätter. Der hakige Griffel ist zweigliedrig und bleibt auf der Frucht erhalten.
Die Blütenachse ist gestreckt und verlängert sich deutlich bis zur Reife. Die Sammelfrucht ist im Gegensatz zur Blüte aufrecht. Je Blüte entstehen 60 bis 80 freie Nussfrüchtchen, die jeweils nach der Blütezeit durch starke Verlängerung des Griffels auf eine Länge von 12 mm heranwachsen. Der Griffel ist etwas oberhalb der Mitte hakenförmig gekrümmt und im unteren Teil federschweifartig behaart. Der oberhalb des Hakens befindliche, ebenfalls behaarte Teil des Griffels bricht kurz vor der Reife oberhalb des verholzten, nach außen gerichteten Hakens mit Hilfe eines Trenngewebes ab.
Die Chromosomenzahl beträgt 2n = 42.

## Ökologie
Die Bach-Nelkenwurz ist ein Hemikryptophyt und eine Halbrosettenpflanze. Vegetative Vermehrung erfolgt durch das Rhizom, das Nelkenöl enthält.
Blütenbiologisch handelt es sich um „Glockenblumen mit klebrigem Pollen“. Der Nektar wird zwischen den Staubblättern abgeschieden. Bestäuber sind vor allem Hummeln, Bienen sowie Schwebfliegen, letztere als Pollensammler. Daneben werden die Blüten von Erdhummeln (Bombus terrestris) besucht, die durch Aufbeißen der Blüten zwischen den Kelchblättern Blüteneinbruch begehen.
Die Ausbreitung der Klettfrucht erfolgt vor allem mittels Klettausbreitung durch den Haken nach dem Angelhakenprinzip. Wegen der Behaarung des unteren Griffelteils ist aber auch bei starken Winden eine Ausbreitung als Federschweifflieger möglich, was vor allem im Gebirge vorteilhaft ist. Fruchtreife ist von Juli bis September.

## Vorkommen
Die Bach-Nelkenwurz ist zirkumpolar verbreitet. Sie fehlt in Europa nur im Mittelmeerraum. Als Standorte werden Feucht- und Nasswiesen, Gräben, Ufer, Auwälder und andere feuchte Wälder sowie Hochstaudenfluren mit sickernassen, nährstoffreichen Böden bevorzugt. Die Bach-Nelkenwurz dringt in den Alpen bis in eine Höhe von 2000 Meter vor. In den Allgäuer Alpen erreicht sie 1930 Meter bei der Koblachhütte in Bayern nördlich von Warth. In der Schweiz erreicht sie sogar 2400 Meter Meereshöhe. Die Bach-Nelkenwurz gilt als Nährstoffzeiger und bevorzugt kühl-humides Klima.
Die ökologischen Zeigerwerte nach Landolt et al. 2010 sind in der Schweiz: Feuchtezahl F = 4w+ (sehr feucht aber stark wechselnd), Lichtzahl L = 3 (halbschattig), Reaktionszahl R = 3 (schwach sauer bis neutral), Temperaturzahl T = 3 (montan), Nährstoffzahl N = 4 (nährstoffreich), Kontinentalitätszahl K = 3 (subozeanisch bis subkontinental).
In Österreich ist die Bach-Nelkenwurz häufig bis zerstreut, montan bis subalpin in allen Bundesländern mit Ausnahme von Wien und dem Burgenland verbreitet. In Deutschland ist sie bis auf größere Areallücken im Nordwesten relativ stetig verbreitet. In der Schweiz ist sie im ganzen Gebiet verbreitet und häufig.

## Verwendung als Heilpflanze
Die Bach-Nelkenwurz wird als Droge mit der Bezeichnung „Gei rivali radix“ in der Volksheilkunde gelegentlich noch wie die echte Nelkenwurz, Geum urbanum verwendet. Der Gerbstoffgehalt ist etwa entsprechend, der von keimtötendem Eugenol im ätherischen Öl nur sehr gering.
In der Naturheilkunde wird von ihr wie bei der Echten Nelkenwurz (Geum urbanum) die Wurzel verwendet. Sie wirken beide antibakteriell, schweißtreibend, entzündungshemmend und zusammenziehend (adstringierend) und werden bei Magen/Darmerkrankungen und fieberhaften Infekten eingesetzt. Für die antibakterielle Wirkung sind Triterpene und Flavonoide verantwortlich. Der „Wurzelstock“ (es ist das Rhizom gemeint) wurde als Nelkenersatz beim Kochen verwendet und aromatisierte auch Liköre; die Blätter können in Salaten etc. verwendet werden.

## Trivialnamen
Volksnamen: Bachbenedikt, Blutströpfchen, Blutströpferl, Herrgottsbrot, Herzwurz, Kapuziner, Wasserbenedikt, Wasserwurz, Kaminfegerchen.

## Blume des Jahres 2007
Die Bach-Nelkenwurz wurde von der Stiftung Naturschutz Hamburg und Stiftung zum Schutze gefährdeter Pflanzen unter Vorsitz von Loki Schmidt zur „Blume des Jahres 2007“ auserkoren, um einen Vertreter der Feuchtgebietsflora in den öffentlichen Blickpunkt zu stellen und auf Naturschutzbelange für die entsprechenden Lebensräume (vor allem: extensiv bewirtschaftete Feuchtwiesen) hinzuweisen.